# McCall’s

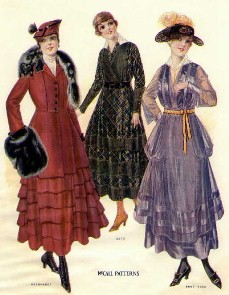
McCalls Magazine um 1916

McCall’s war eine monatlich erscheinende amerikanische Frauenzeitschrift.
Die 1880 unter dem Namen The Queen gegründete Zeitschrift  wurde 1897 in McCall’s Magazine umbenannt, was später zu McCall’s verkürzt wurde. Die Leserzahl der zum Hochglanzmagazin gewordenen Publikation erreichte 1960 sechs Millionen. Nach einem langsamen Niedergang und einer Umbenennung 2001 (in Rosie) wurde die Zeitschrift 2002 eingestellt. Beiträge verfassten auch bekannte Autoren wie F. Scott Fitzgerald und Ray Bradbury.